# Прайд (комуна)
Прайд (рум. Praid) — комуна у повіті Харгіта в Румунії. До складу комуни входять такі села (дані про населення за 2002 рік):
- Бекаш (146 осіб)
- Бучин (5 осіб)
- Окна-де-Жос (1661 особа)
- Окна-де-Сус (1455 осіб)
- Прайд (3579 осіб) — адміністративний центр комуни
- Шашвереш

Комуна розташована на відстані 247 км на північ від Бухареста, 56 км на захід від М'єркуря-Чука, 118 км на схід від Клуж-Напоки, 106 км на північ від Брашова.

## Населення
За даними перепису населення 2002 року у комуні проживали 6846 осіб.
Національний склад населення комуни:
| Національність | Кількість осіб | Відсоток |
| -------------- | -------------- | -------- |
| угорці         | 6635           | 96,9 %   |
| цигани         | 154            | 2,2 %    |
| румуни         | 56             | 0,8 %    |
| німці          | 1              | < 0,1 %  |

Рідною мовою назвали:
| Мова      | Кількість осіб | Відсоток |
| --------- | -------------- | -------- |
| угорська  | 6651           | 97,2 %   |
| циганська | 142            | 2,1 %    |
| румунська | 52             | 0,8 %    |
| німецька  | 1              | < 0,1 %  |

Склад населення комуни за віросповіданням:
| Релігія                                       | Кількість осіб | Відсоток |
| --------------------------------------------- | -------------- | -------- |
| реформати                                     | 4749           | 69,4 %   |
| римо-католики                                 | 1538           | 22,5 %   |
| бретрени                                      | 91             | 1,3 %    |
| не релігійні                                  | 91             | 1,3 %    |
| православні                                   | 47             | 0,7 %    |
| унітарії                                      | 27             | 0,4 %    |
| адвентисти                                    | 9              | 0,1 %    |
| баптисти                                      | 7              | 0,1 %    |
| лютерани (Синодально-пресвітеріанська церква) | 1              | < 0,1 %  |
| лютерани                                      | 1              | < 0,1 %  |
| не вказали релігію                            | 14             | 0,2 %    |